# Les Rendez-vous manqués
Albums de Maxime Le Forestier
Maxime Le Forestier chante Brassens
(1979) Dans ces histoires...
(1981)
Singles
1. Au bout de la rue[N 1]
Sortie : 24 novembre 1980[1]

Les Rendez-vous manqués est le sixième album studio de Maxime Le Forestier, sorti en 1980.

## Listes des chansons
| No  | Titre                   | Paroles             | Musique             | Durée |
| --- | ----------------------- | ------------------- | ------------------- | ----- |
| 1.  | Les Rendez-vous manqués | Maxime Le Forestier | Maxime Le Forestier |       |
| 2.  | Histoire de plantes     | Maxime Le Forestier | Maxime Le Forestier |       |
| 3.  | Au bout de la rue       | Jean-Pierre Kernoa  | Gérard Kawczynski   |       |
| 4.  | Troc                    | Jean-Pierre Kernoa  | Maxime Le Forestier |       |
| 5.  | Mirador                 | Jean-Pierre Kernoa  | Maxime Le Forestier |       |
| 6.  | Le Silence              | Maxime Le Forestier | Maxime Le Forestier |       |
| 7.  | Je pense à vous         | Jean-Pierre Kernoa  | Maxime Le Forestier |       |
| 8.  | Charade                 | Maxime Le Forestier | Gérard Kawczynski   |       |
| 9.  | Approximative           | Maxime Le Forestier | Gérard Kawczynski   |       |
| 10. | Les Rats                | Maxime Le Forestier | Maxime Le Forestier |       |

## Charade
La chanson Charade consiste en une charade à tiroirs dont le chanteur ne donnait la solution - alambiquée - que dans les spectacles de ses tournées. Sa solution était : « Sans vouloir me vanter, ça va poser des problèmes aux gens comme nous de passer les années 80 sans y laisser des plumes. La rigolade aura du mal à régner. » Cette charade fit un certain buzz au moment de la sortie de l'album.